# 久米金弥

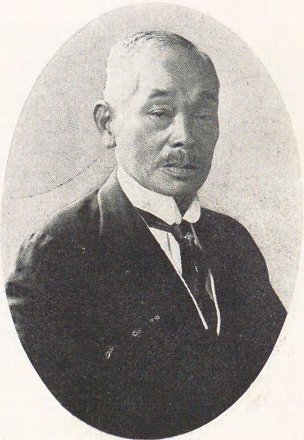
久米金弥

久米 金弥（くめ きんや、慶応元年8月12日（1865年10月1日） - 昭和7年（1932年）5月6日）は、日本の内務官僚、逓信官僚、農商務官僚。

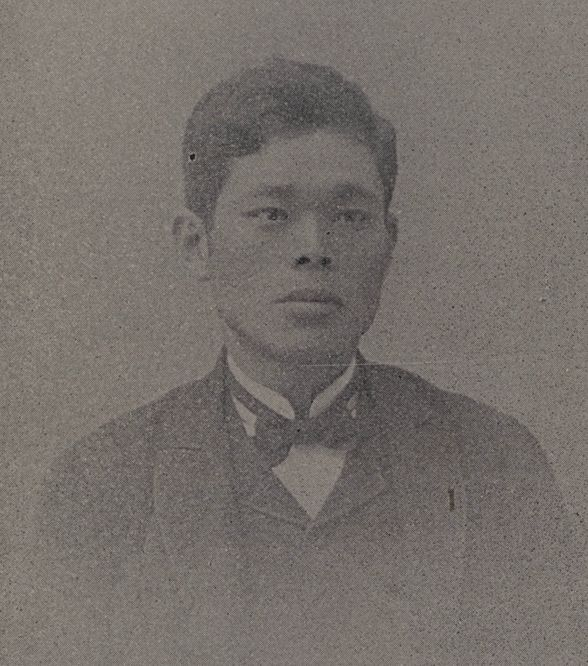
1899年

## 経歴
東京府士族久米美由の長男として生まれる。1884年（明治17年）、東京大学を卒業後、内務省に入る。書記官、参事官、社寺局長を歴任した。のち逓信省に移り、参事官、通信局長を務めた。さらに農商務省に移り、特許局長、山林局長、農商務次官を歴任した。
特許局長を務めていた1904年（明治37年）に農商務大臣清浦奎吾とともに「工業所有権保護協会」を創設し、常務委員長、副会長に就任した。工業所有権保護協会は1910年（明治43年）に「帝国発明協会」と改称したが、引き続き副会長を務めた。
その他に愛国婦人会事務総長を務めた。

## 栄典
- 1892年（明治25年）9月26日 - 従六位[8]

## 著書
- 『警官実用』（1886年、伊藤書店）